# Calcaritermes
Calcaritermes é um gênero das Isoptera pertencente a familia Kalotermitidae da qual possui as seguintes espécies:

## Espécies
- Calcaritermes brevicollis
- Calcaritermes colei
- Calcaritermes emarginicollis
- Calcaritermes emei
- Calcaritermes fairchildi
- Calcaritermes guatemalae
- Calcaritermes imminens
- Calcaritermes krishnai
- Calcaritermes nearcticus
- Calcaritermes nigriceps
- Calcaritermes nigrifrons
- Calcaritermes parvinotus
- Calcaritermes recessifrons
- Calcaritermes rioensis
- Calcaritermes snyderi
- Calcaritermes temnocephalus